# Carl von Heyden

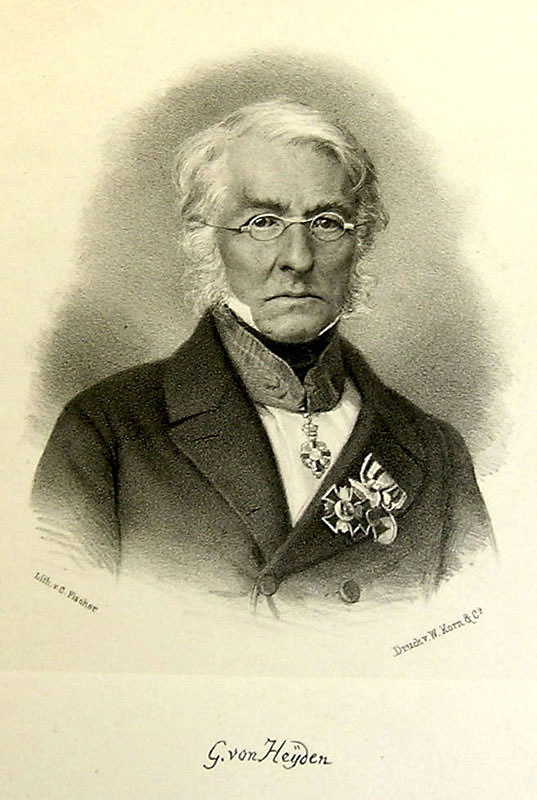
Carl von Heyden (etwa 1850)

Carl Heinrich Georg von Heyden (* 20. Januar 1793 in Frankfurt am Main; † 7. Januar 1866 ebenda) war ein deutscher Politiker und Entomologe (Insektenkundler).

## Leben und Werk
Carl Heinrich Georg von Heyden entstammte einer Frankfurter Patrizierfamilie, die zwischen 1635 und 1748 stets den Posten des Direktors der Postverbindung nach Köln innehielt. Sein Vater war Heinrich Dominicus von Heyden (1744–1819), seine Mutter Luise von Cloz.
Wie in den Familien der Frankfurter Oberschicht damals üblich, erhielt er Privatunterricht, unter anderem durch Johann Jacob Gottlieb Scherbius, der bereits den jungen Johann Wolfgang von Goethe in Latein unterrichtet hatte. Schon früh befasste er sich mit dem Studium der Entomologie, unter anderem durch die umfangreichen Sammlungen Johann Isaak von Gernings. Er studierte 1810 bis 1812 Forstwissenschaft an der von Johann Matthäus Bechstein geleiteten Forstakademie Dreißigacker bei Meiningen und 1813 an der Universität Heidelberg, wo er Mitglied des Corps Rhenania war. 1814/15 nahm er an den Befreiungskriegen teil und trat anschließend als Oberleutnant in das Linienbataillon ein, das reguläre Militär der Freien Stadt Frankfurt.
Heyden gehörte der Ganerbschaft Zum Frauenstein an. 1827 wurde er Senator, später Deputierter beim Kriegszeugamt und beim Forstamt, das den umfangreichen Waldbesitz der Freien Stadt verwaltete. 1836 wurde er Jüngerer Bürgermeister. 1837 rückte er auf die Schöffenbank, die erste Bank des Senats, vor und übernahm 1845 erstmals das Amt des Älteren Bürgermeisters. 1848, 1850 und 1853 wurde er jeweils wiedergewählt, führte also die Geschicke der Stadt während der turbulenten Zeit der Märzrevolution und der Frankfurter Nationalversammlung.
Heyden gehörte als Politiker zum konservativen Flügel des Senats. Am 20. Oktober 1851 verübte Johann Philipp Herrlich ein Attentat auf ihn, welches jedoch glimpflich ausging. Heyden zog sich danach allerdings mehr und mehr aus der Politik zurück und widmete sich ausschließlich seinen Forschungen, vor allem über Schmetterlinge. Er war Mitglied von 35 wissenschaftlichen Gesellschaften und Vereinen, darunter – als Mitbegründer – seit 1817 der Senckenbergischen Naturforschenden Gesellschaft, deren entomologische Sektion er 1821 gründete, der Gesellschaft Deutscher Naturforscher und Ärzte (1822), des Physikalischen Vereins (1824), des Vereins für Geographie und Statistik (1836) und des Vereins für Naturwissenschaftliche Unterhaltung. In 64 Fachveröffentlichungen, darunter 34 entomologischen, erwarb er sich internationale Anerkennung. Nach Heyden sind drei Gattungen und 33 Arten von Tieren und Pflanzen benannt. 1861 verlieh ihm die Universität Gießen die Ehrendoktorwürde. Heyden war darüber hinaus Mitglied des Frankfurter Vereins für Geschichte und Altertumskunde.
Er heiratete 1837 Julia von Dörnberg (1815–1844) Tochter des Oberjägermeisters Freiherr Friedrich von Dörnberg (1781–1877), mit der er zwei Söhne und eine Tochter hatte. Sein älterer Sohn Lucas von Heyden (1838–1915) wurde zunächst preußischer Offizier, schied jedoch als Major aus dem aktiven Dienst aus und setzte die entomologischen Studien seines Vaters fort. Auch sein jüngerer Sohn Karl Hermann wurde preußischer Offizier. Er gilt als Begründer der wissenschaftlichen Phaleristik.
Carl Heinrich Georg von Heyden starb am 7. Januar 1866. Sein Grab befindet sich auf dem Frankfurter Friedhof.